# Mahone Bay (Nova Escócia)
Mahone Bay é um município localizado na província da Nova Escócia, no leste do Canadá.  Sua população é de 1,036 habitantes.